# Марксево
Марксево (пол. Marksewo) — село в Польщі, у гміні Щитно Щиценського повіту Вармінсько-Мазурського воєводства.
Населення — 138 осіб (2011).

## Демографія
Демографічна структура станом на 31 березня 2011 року:
|          | Загалом | Допрацездатний вік | Працездатний вік | Постпрацездатний вік |
| -------- | ------- | ------------------ | ---------------- | -------------------- |
| Чоловіки | 75      | 18                 | 52               | 5                    |
| Жінки    | 63      | 11                 | 35               | 17                   |
| Разом    | 138     | 29                 | 87               | 22                   |